# 6j-символи
6j-символи Вігнера були введені в обіг Євгеном Полем Вігнером у 1940 й опубліковані у 1965.
Вони співвідносяться з W-коефіцієнтами Рака таким чином
{\displaystyle {\begin{Bmatrix}j_{1}&j_{2}&j_{3}\\j_{4}&j_{5}&j_{6}\end{Bmatrix}}=(-1)^{j_{1}+j_{2}+j_{4}+j_{5}}W(j_{1}j_{2}j_{5}j_{4};j_{3}j_{6}).}
й мають вищий ступінь симетрії, ніж W-коефіцієнти Рака.

## Властивості симетрії
6j-символ є інваріантним (не змінює свого значення) щодо взаємної перестановки будь-яких двох своїх стопчиків:
{\displaystyle {\begin{Bmatrix}j_{1}&j_{2}&j_{3}\\j_{4}&j_{5}&j_{6}\end{Bmatrix}}={\begin{Bmatrix}j_{2}&j_{1}&j_{3}\\j_{5}&j_{4}&j_{6}\end{Bmatrix}}={\begin{Bmatrix}j_{1}&j_{3}&j_{2}\\j_{4}&j_{6}&j_{5}\end{Bmatrix}}={\begin{Bmatrix}j_{3}&j_{2}&j_{1}\\j_{6}&j_{5}&j_{4}\end{Bmatrix}}.}
6j-символ є також інваріантним щодо взаємної перестановки верхнього та нижнього аргументів у будь-якій парі стовпчиків:
{\displaystyle {\begin{Bmatrix}j_{1}&j_{2}&j_{3}\\j_{4}&j_{5}&j_{6}\end{Bmatrix}}={\begin{Bmatrix}j_{4}&j_{5}&j_{3}\\j_{1}&j_{2}&j_{6}\end{Bmatrix}}={\begin{Bmatrix}j_{1}&j_{5}&j_{6}\\j_{4}&j_{2}&j_{3}\end{Bmatrix}}={\begin{Bmatrix}j_{4}&j_{2}&j_{6}\\j_{1}&j_{5}&j_{3}\end{Bmatrix}}.}
6j-символ
{\displaystyle {\begin{Bmatrix}j_{1}&j_{2}&j_{3}\\j_{4}&j_{5}&j_{6}\end{Bmatrix}}}
дорівнює нулю, за виключенням випадків коли {\displaystyle j_{1}}, {\displaystyle j_{2}}, та {\displaystyle j_{3}} задовільняють «правило трикутника», тобто
{\displaystyle j_{1}=|j_{2}-j_{3}|,\ldots ,j_{2}+j_{3}.}
Приймаючи до уваги, що 6j-символ не змінює свого значення при взаємній перестановці верхнього та нижнього аргументів у будь-якій парі стовпчиків, «правило трикутника» повинно справджуватися також і для {\displaystyle (j_{1},j_{5},j_{6})},
{\displaystyle (j_{4},j_{2},j_{6})}, та {\displaystyle (j_{4},j_{5},j_{3})}.

## Окремі випадки
Коли аргумент {\displaystyle j_{6}=0}, значення 6j-символу можна обчислити за наступною формулою:
{\displaystyle {\begin{Bmatrix}j_{1}&j_{2}&j_{3}\\j_{4}&j_{5}&0\end{Bmatrix}}={\frac {\delta _{j_{2},j_{4}}\delta _{j_{1},j_{5}}}{\sqrt {(2j_{1}+1)(2j_{2}+1)}}}(-1)^{j_{1}+j_{2}+j_{3}}\Delta (j_{1},j_{2},j_{3}).}
Функція {\displaystyle \Delta (j_{1},j_{2},j_{3})} дорівнює 1 коли {\displaystyle (j_{1},j_{2},j_{3})} задовольняють «правило трикутника»,
або нуль в інших випадках. Використовуючи властивості симетрії, можна знайти вираз для 6j-символу, коли будь-який інший аргумент {\displaystyle j_{n}} дорівнює нулю.

## Відношення ортогональності
6j-символи задовольняють такі відношення ортогональності
{\displaystyle \sum _{j_{3}}(2j_{3}+1){\begin{Bmatrix}j_{1}&j_{2}&j_{3}\\j_{4}&j_{5}&j_{6}\end{Bmatrix}}{\begin{Bmatrix}j_{1}&j_{2}&j_{3}\\j_{4}&j_{5}&j_{6}'\end{Bmatrix}}={\frac {\delta _{j_{6}^{}j_{6}'}}{2j_{6}+1}}\Delta (j_{1},j_{5},j_{6})\Delta (j_{4},j_{2},j_{6}).}
де {\displaystyle \delta _{j_{6}^{}j_{6}'}} є символом Кронекера, а функції {\displaystyle \Delta (j_{1},j_{5},j_{6}),\Delta (j_{4},j_{2},j_{6})} описані у розділі про окремі випадки. 